# 郭宗蔭
郭宗蔭（？年—？年），貴州水德江長官司（萬曆三十三年改置安化縣）人，明朝政治人物。
嘉靖四十三年（1564年）甲子科第二十七名舉人，曾任邛州司鐸，捐出俸祿資助貧困的學子。又任四川鄰水縣知縣，『倡正學。奬節義』，縣民為其立『永思碑』。